# Ambiente legal
O ambiente legal é composto por leis, políticas públicas, agências governamentais e grupos de pressão , que regulam ou influenciam a sociedade como um todo e, portanto, os indivíduos e organizações que nela estão inseridos.
O ambiente legislativo decorre, em parte, do clima político de um país e, portanto, os regulamentos e normas variam de acordo com cada nação. Desta forma, as empresas internacionais enfrentam desafios ao precisarem analisar o ambiente legal de todos os países onde atuam ou com os quais mantêm relações comerciais e adequar-se a elas, precisando agir de acordo com as normas dos respectivos países.

## Ambiente
O termo ambiente refere-se a forças que, apesar de serem externas à organização, podem afetar sua produtividade e seu desempenho de uma forma geral. Esse ambiente organizacional pode ser classificado em cinco dimensões: Legal, Tecnológico, Sociocultural, Macroeconômico e Ecológico. É importante ressaltar a interdependência entre a organização e esses ambientes, uma vez que a organização também molda e delineia o ambiente que o cerca.

## Influência
Organizações sofrem influências do ambiente legal através de leis e regulamentações. As leis exercem influência direta nas organizações, uma vez que as mesmas são estipuladas pelos governos de forma a inibir atividades de negócios que podem ser consideradas não éticas, estas regulamentações são influenciadas por sua vez pelas políticas públicas, agências governamentais e grupos de pressão. As leis que afetam o sistema de negócios podem afetar o comércio, as ocupações e as organizações..

## Importância
O convívio das organizações com leis federais, estaduais e municipais em seus ambientes é imprescindível e, portanto é difícil que as empresas consigam operar fora das leis no longo prazo. Elas influenciam várias das condições de operação das empresas; afetando tudo desde processos, produtos até o tratamento, remuneração e condição de trabalho das pessoas nela inseridas, alem de impor limites e estabelecer parâmetros para o bom funcionamento das organizações. A importância das leis nas organizações é tanta que a maioria das empresas possui especialistas e funcionários jurídicos que tem como função defender e interpretar as posições da organização.
Além disso, o dinamismo do sistema de leis requer que as empresas estejam constantemente atualizadas e em sincronia com as alterações de leis que sejam relevantes para elas. Conforme novas leis são criadas ou leis existentes são modificadas, as organizações precisam analisar a influência das mesmas sobre seu setor, região ou nas possíveis dimensão cabíveis de forma a se adequar.

## Leis que influenciam as áreas da organização[5]
| Área da Organização        | Leis que influenciam |
| -------------------------- | --- |
| Produção e Transporte      | Contratos, Leis Ambientais, Leis Internacionais, “Product Liabilities” (Responsabilidades do Produto)                       |
| Finanças e Contabilidade   | Contratos, Concessão de Créditos, Leis Internacionais, Regulamentação de Valores Mobiliários                                |
| Marketing e Vendas         | Contratos, Leis Antitrust, Leis de Proteção ao Consumidor, “Business Torts,” Leis Internacionais                            |
| Pesquisa e Desenvolvimento | “Business Torts,” “Product Liabilities” (Responsabilidades do Produto), Leis Ambientais, Contratos, Propriedade Intelectual |
| Recursos Humanos           | Contratos, Leis do Trabalhador, Discriminação do Funcionário, Leis de Imigração                                             |
| Alta Administração         | Conjunto de todos os aspectos do ambiente legal que afetam as demais áreas                                                  |

## O Papel do Sistema Legal[5]
As principais funções do Ambiente Legal podem ser definidas como:
- Influenciar comportamento de membros da sociedade
- Resolver conflitos dentro da sociedade
- Manter valores sociais importantes
- Fornece um método para mudanças sociais

## Exemplos
O Ambiente legal possui inúmeros exemplos os quais, como citado anteriormente, podem ser divididos em três categorias.

### Leis que afetam o Comércio
- Antitruste
- Proteção ao Consumidor
- Proteção Ambiental
- Interesse Público

### Leis que afetam as Ocupações nos Negócios
- Qualificação Ocupacional
- Diversidade
- Saúde e Segurança

### Leis que afetam as Organizações
- Incorporação
- Falência
- Patentes
- Direitos Autorais

## Críticas ao Ambiente Legal
O Ambiente Legal possui críticas:
- Ausência de literatura e pesquisa sobre o conceito de Ambiente legal no Brasil.
- O Ambiente legal varia de acordo com o país, ou localização.
- O Ambiente legal pode ser influenciado pelas organizações em benefício próprio.
- Organizações não seguem necessariamente as regras estipuladas pelo Ambiente legal.